# Schwenklift
Ein Schwenklift ist eine Vorrichtung um Rollstühle in ein Kraftfahrzeug zu heben. Sie bestehen aus einem Hydraulikaggregat (Hydraulikpumpe) mit Hydraulikölbehälter, der Hubplattform mit diversen Wegrollsicherungen, der elektrischen Schalteinheit, einer Drehsäule und mehreren Hydraulikschläuchen. Die Drehsäule, um deren Achse die manuelle Drehbewegung erfolgt ist unten am Fahrzeugboden und oben an einer Strebe an der C-Säule des Fahrzeugs befestigt. Die Hubbewegung nach oben erfolgt mit Hilfe einer Hydraulikpumpe, welche von der Autobatterie mit Spannung (12 V) versorgt wird. Die Hubbewegung nach unten erfolgt ganz einfach aufgrund des Eigengewichts der Hubplattform.

## Eigenschaften
Bei einem relativ geringem Eigengewicht von ca. 90 kg erreicht ein Schwenklift eine Tragfähigkeit von bis zu 350 kg. Es können also selbst Rollstuhlfahrer mit Elektrorollstühlen sicher in den Fahrzeuginnenraum gelangen. Die meisten Hersteller von Schwenkliften bieten verschiedene Hubplattformgrößen an. Es ist also möglich je nach Fahrzeug- und Rollstuhltyp zwischen verschiedenen Hubplattformgrößen zu wählen. Die Hubplattform ist klappbar, das heißt im Ruhezustand braucht ein Schwenklift nur ca. 30 cm Platz im Fahrgastraum und bei Benutzung auch wenig Platz hinter dem Fahrzeug, da die Hubplattform vom Gehweg aus befahrbar ist. Für ein hohes Maß an Sicherheit sorgen Abrollsicherungsklappen, die während der Beförderung nach oben geklappt werden und ein Seitenschutzgeländer, an dem sich der Rollstuhlfahrer festhalten kann.

## Anwendungs- und Einsatzgebiete
Seit nunmehr fast 30 Jahren werden Schwenklifte zur Behindertenbeförderung eingesetzt. Sie werden hauptsächlich von Fahrdiensten, aber auch zunehmend von Privatpersonen genutzt, da sie in fast alle Kleinbusse und Großraumlimousinen passen.